# Derby Paulista
De Derby Paulista is een voetbalwedstrijd tussen de Braziliaanse clubs Palmeiras en Corinthians. Het is de grootste klassieker in São Paulo en is naast Fla-Flu de grootste van het land.

## Geschiedenis

### Achtergrond
Voor de supporters van zowel Palmeiras als Corinthians is het winnen van de onderlinge wedstrijden vaak belangrijker dan het binnenhalen van een titel. De twee teams zijn elkaars grootste rivalen al sinds de allereerste wedstrijd tussen de twee in 1917, die door Palmeiras (toen nog Palestra Itália) met 3-0 werd gewonnen. De rivaliteit is zo groot dat het zelfs onderwerp van een Braziliaanse film uit 2004 was.
De benaming van de onderlinge wedstrijd werd in de jaren 1940 bedacht door de journalist Tomaz Mazzoni. De naam komt oorspronkelijk van de paardenraces die al sinds de 17e eeuw in São Paulo werden gehouden, en werd al langere tijd gebruikt voor belangrijke wedstrijden of competities in andere takken van sport. Door de wedstrijd tussen Corinthians en Palmeiras deze naam te geven gaf Mazzoni uitdrukking aan de omvang van de wedstrijd, en haar plaats tussen de andere klassiekers in de staat. 

### Wedstrijden
Aan de belangrijkste titel uit de geschiedenis van Palmeiras, de Copa Libertadores van 1999 behaald tegen Deportivo Cali (4-3 penalty's), ging een Derby Paulista vooraf. In de kwart-finale speelden de ploegen twee keer tegen elkaar. Elke ploeg won een van de wedstrijden met 2-0, waardoor penalty's de beslissing moesten geven: 4-2. Een jaar later ontmoetten de twee elkaar weer, en wederom won Palmeiras op penalty's (5-4). Dit keer verloor het echter de finale, tegen Boca Juniors, en wederom op penalty's.
Natuurlijk ontmoetten de twee elkaar ook weleens in de finale van verschillende toernooien. Het voordeel is eenduidig voor Palmeiras. De eerste Derby Paulista waar om een titel gestreden werd was die in het Campeonato Paulista van 1936, gewonnen door Palmeiras. Ook de eindoverwinning in de Campeonato Brasileiro van 1994, de edities van 1951 en 1994 van het Torneio Rio-São Paulo en het Campeonato Paulista van zowel 1974 als 1993 werden door Palmeiras gewonnen na een Derby Paulista.
Corinthians heeft dan wel geen grote historie in het veroveren van titels door in de finale haar aartsrivaal te verslaan, zij is wel degene die het laatst lacht. De laatste twee onderlinge finales werden beide gewonnen door Corinthians. In 1994 wonnen zij met 2-1, en in 1999 was een 2-2 genoeg om het Campeonato Paulista binnen te halen.

### Reeksen en records
Ook in reeksen en records voert Palmeiras de boventoon. Twaalf wedstrijden lang bleef Palmeiras tussen 1930 en 1934 ongeslagen, waarvan maar liefst elf ook werden gewonnen. Corinthians zet hier tegenover een serie van tien wedstrijden. Deze serie werd echter wel drie keer gehaald: tussen 1948 en 1951, van 1952 tot 1954 en tussen 1970 en 1973.
De meest doelpuntrijke confrontatie tussen de twee is een 6-4-overwinning van Corinthians op 18 januari 1953 in het Campeonato Paulista. De grootste overwinning van Corinthians is een 5-1 uit zowel 1952 als 1982. Palmeiras stelt daar tegenover een 8-0 uit 1933.

## Statistiek
| Wedstrijden | Wedstrijden               | Wedstrijden | Wedstrijden | Wedstrijden | Wedstrijden | Wedstrijden | Wedstrijden | Wedstrijden | Wedstrijden |
| Competitie | Competitie                | W           | COR         | G           | PAL         | DCOR        | DPAL        |             |             |
| --- | ------------------------- | ----------- | ----------- | ----------- | ----------- | ----------- | ----------- | ----------- | ----------- |
| COR | Campeonato Paulista       | 191         | 70          | 55          | 66          | 264         | 282         |             |             |
| - | Campeonato Brasileiro     | 27          | 8           | 11          | 8           | 26          | 36          |             |             |
| - | Copa Libertadores         | 6           | 3           | 0           | 3           | 10          | 10          |             |             |
| PAL | Copa Roberto G. Pedrosa   | 7           | 0           | 3           | 4           | 4           | 9           |             |             |
| PAL | Torneio Rio-São Paulo     | 26          | 6           | 6           | 14          | 33          | 45          |             |             |
| COR | Nationale Toernooien      | 35          | 13          | 14          | 8           | 56          | 45          |             |             |
| COR | Internationale Toernooien | 3           | 3           | 0           | 0           | 6           | 2           |             |             |
| PAL | Vriendschappelijk         | 24          | 7           | 6           | 11          | 36          | 43          |             |             |
| PAL | TOTAAL                    | 342         | 119         | 102         | 121         | 456         | 494         |             |             |
| COR | Pacaembu                  | 138         | 54          | 38          | 46          | 210         | 210         |             |             |
| COR | Morumbi                   | 104         | 37          | 34          | 33          | 125         | 128         |             |             |
| W - wedstrijden; G - gelijke spelen; COR - overwinningen Corinthians; PAL - overwinningen Palmeiras; DCOR - doelpunten Corinthians; DPAL - doelpunten Palmeiras |                           |             |             |             |             |             |             |             |             |